# 欧内斯特·海明威
欧内斯特·米勒·海明威（英語：Ernest Miller Hemingway，1899年7月21日—1961年7月2日），美国記者和作家，他是20世纪最著名的英文小說家之一。海明威出生于美国伊利诺伊州芝加哥郊区的奥克帕克的一個醫生家庭，父親熱衷於打獵和釣魚；母親愛好音樂和藝術。晚年在爱达荷州凱徹姆的家中自殺身亡。海明威一生中的感情錯綜复杂，先后结過四次婚，是美國「迷惘的一代」作家中的代表人物，他的作品歌頌人對於自身存在所表現掙扎的勇氣價值、對於人性的脆弱與堅強有極其深刻的描寫。他最為人所知的作品《老人与海》也是他作為原創歷經掙扎的化身。
1939年至1960年間，海明威在古巴定居，并称自己为「普通的古巴人」。在這段期間，海明威写下了闻名於世的代表作《老人与海》。古巴革命成功以後，海明威曾与七二六运动的领导人菲德尔·卡斯特罗会面。2002年11月11日，菲德尔·卡斯特罗更親自出席海明威故居博物馆的落成仪式。
海明威的写作风格以簡潔著称，對美国文学及20世纪文學的發展有極深遠的影響；他的很多作品至今仍極具影響力，並曾榮獲不少獎項。他在第一次世界大战期間獲银制勇敢勋章；1952年，他以《老人与海》一書獲得普利策奖；1954年，《老人与海》又為海明威奪得诺贝尔文学奖。2001年，海明威的《太阳照常升起》与《永别了，武器》兩部作品被現代圖書館列入「20世紀百大英文小說」中。

## 家族
海明威的父親名為克拉伦斯·埃德蒙兹·海明威，畢業於欧柏林学院，畢業後當了一名內科醫生。克拉倫斯的父親是曾參與美國內戰的老兵安森·海明威，安森後來一直在芝加哥經營房地产生意，非常興隆。克拉倫斯是個狂熱的硬幣收集家與集郵家，亦有收集坡塔瓦圖密印第安人箭頭的習慣。同時，他也是一個業餘標本家，會剝製小動物和鳥類，同時也收集蛇類，放在密封的玻璃罐子中，用酒精保存作標本。
克拉倫斯與海明威的母親格雷丝·霍尔·海明威在高中時代相遇。她是個歌聲美妙的女低音，她的母親與老師們都曾鼓勵她從事正統歌劇事業。格雷絲高中畢業之後，有5年的時間從事音樂教學、語言與聲音訓練的工作。由於她在7歲時曾害過一場猩紅熱病，因此她患有眼疾。她的眼睛一直對強光非常敏感，因此頭部常有神經痛。在她23歲那年的冬天，她在纽约市的麥迪遜廣場初次登台表演歌劇，但是她的眼睛抵受不住台上燈光的照射，遂於同年夏天與父親出國。1896年格雷絲回國，10月1日與年輕的克拉倫斯·海明威醫生結婚。

## 生平

### 早年

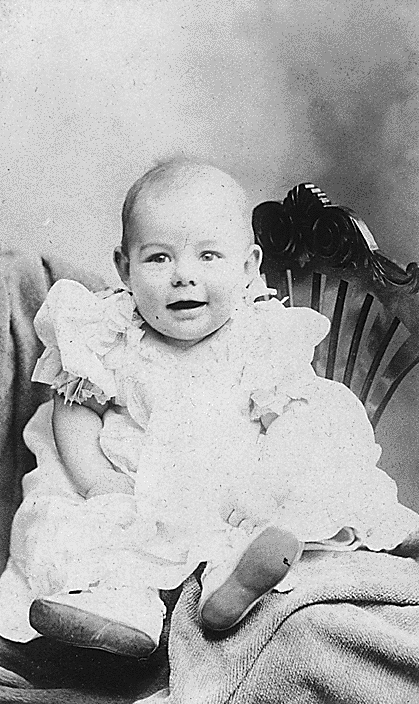
兒時的照片，攝於1900年

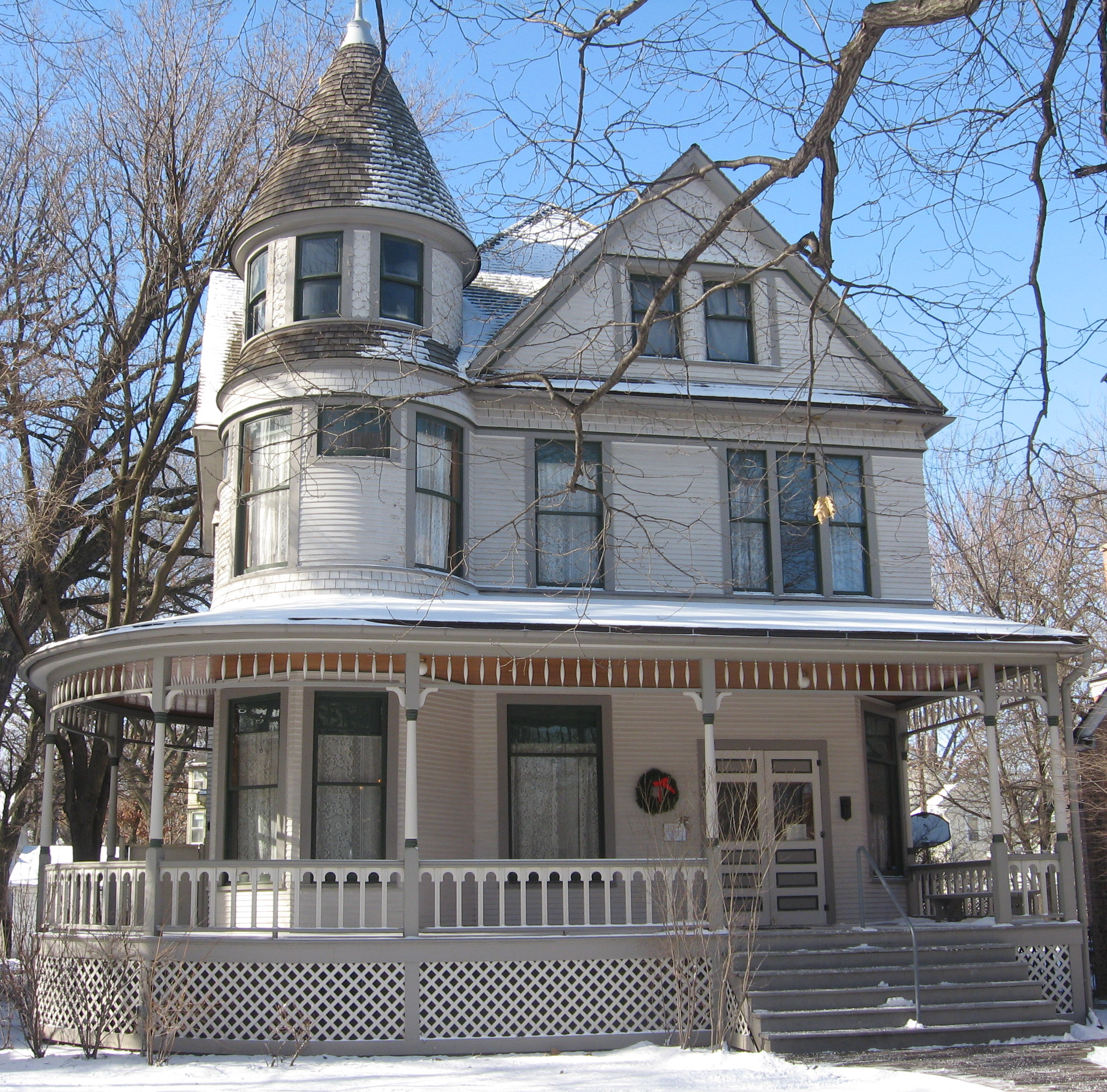
海明威於奥克帕克的出生地

1899年7月21日上午8時，海明威出生於美國伊利诺州芝加哥的奥克帕克。他生下來時體重即達9磅半，高23英寸，是新教徒克拉倫斯·埃德蒙茲·海明威和格雷絲·霍爾·海明威的第二個孩子，亦是第一個兒子。他有一位姊姊，名叫馬塞琳（Marceline）；大妹叫馬德琳（Madelaine）；二妹叫森妮（Sunny）；三妹叫厄休拉（Ursula）；四妹叫卡蘿爾（Carol）；年紀最小的是萊斯特·克拉倫斯（Leicester Clarence），是海明威唯一的弟弟。在海明威7個月大時，他一家到了密西根瓦隆湖，在那裡建了一所農舍，並把其命名為溫德米爾（Windemere）——此名乃取自格雷絲的英国故居溫德米爾湖之名——往後常常在夏天時到那裡度假。在到了瓦隆湖之後，海明威才受了洗。10月1日是格雷絲結婚的三周年紀念日，在當天午前不久，海明威便在第一公理會教堂以歐内斯特·米勒·海明威之名受洗。他的名字乃襲自母系家族——歐内斯特是他外祖父的名字，而米勒則是外叔祖－－一個寢具製造商－－的名字。海明威一家住在其外祖父歐内斯特·霍爾（Ernest Hall）所建的一所房子中，這房子共有六個卧室，是維多利亞式的房子。
海明威的童年時光大多在溫德米爾——瓦隆湖的農舍——中度過，他在那裡吃、睡、遊玩，盡吸山林之氣。他小時候最喜歡讀的是圖畫書和動物漫畫，平日也喜歡聽各類型的故事。小時候的海明威很喜歡模仿不同的人物，每當他聽到故事時，總會不斷模仿故事中他喜歡的人物角色。海明威對缝纫等家事亦很感興趣，她母親說：「他喜歡縫製東西，他常想為他爸爸縫件穿的衣物。他喜歡縫爸爸的褲子，有一條褲子是媽媽給他補著玩的。」他喜歡各種動物，尤其是野生動物。他會對他的玩具說話，把它們擬人化。他一直很渴望有一個小弟弟，在1902年4月妹妹厄休拉出生時，他的眼睛充滿了淚水說：「我想，也許耶穌明天會送個小弟弟給我。」

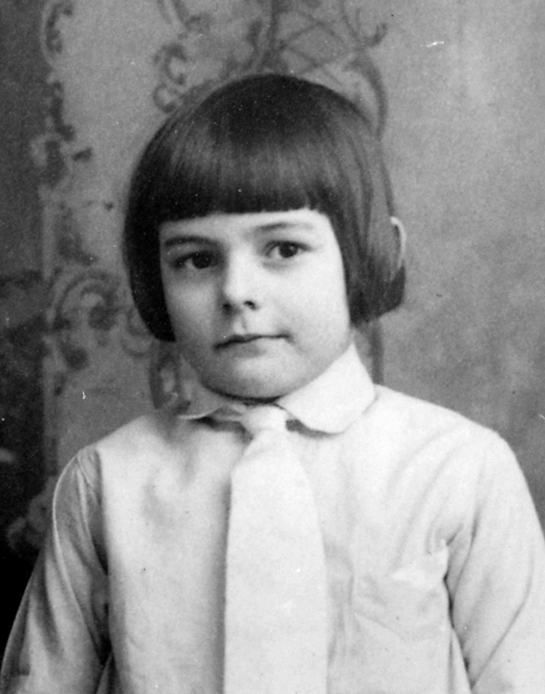
童年時的照片，攝於1905年

海明威的母親一直希望誕下一對雙生胎，但卻事與願違，她這個願望一直都未能成真。為了安撫自己，她讓小海明威穿上粉紅色的方格花布衣，並戴上一頂飾有花朵的寬邊帽，還給他換了他姊姊馬塞琳的髮型，把小海明威裝扮得跟馬塞琳的衣著一樣，為他們拍了一張合照，稱他們為「雙生兒」。
海明威的母親希望自己的兒子能在音樂上有所發展，但海明威卻承襲了父親的興趣，如打獵、釣魚、在森林和湖泊中露營等。由於海明威從小多在瓦隆湖的農舍中度過，因此長期與大自然的接觸令他一直都很熱愛大自然，到了晚年，他更為了與大自然接觸而時常到杳無人煙的地方旅行。
海明威在1913年9月到1917年6月間在奧克帕克-里弗福里斯特高中接受教育。他在學業和體育上皆很優越；他會拳擊、足球，在班中，他在英語方面的過人天賦尤其突出。在初中時，他曾為兩個文學報社撰寫文章，這是他首次的寫作經驗。升上高中後，他更成為了學報的編輯。有時他會使用「Ring Lardner Jr.」這筆名寫作，以紀念他心目中的文學英雄林·拉德纳。
高中畢業之後，他面臨大學、戰爭和工作的挑戰。雖然他的父親要他與馬塞琳一起上奧柏林大學，而他本人也可能曾希望與同學和好友一起上伊利諾州立大學，然而他卻拒絕了入讀大學，以18歲之齡到了在美國舉足輕重的《堪薩斯城星報》（Kansas City Star）當記者，正式開始了他的寫作生涯。雖然他在《堪薩斯城星報》僅僅工作了6個月（1917年10月17日－1918年4月30日），但由於這家報社在當時的地位很重要，僱用了很多才華洋溢的記者，而每個記者幾乎都有同一個夢想——寫小說。在這種氛圍下，海明威漸生寫小說的念頭。由於海明威在半年中深深受到了星報的寫作風格影響，即「用簡潔的句子。用短的段落作文章開首。用強有力的英語。思想正面。」因此海明威的寫作風格一直以簡潔著稱。在海明威出生的一百週年紀念時，《堪薩斯城星報》為表示對他的敬意，稱其為100年來該報歷任記者中的第一位。

### 第一次世界大戰

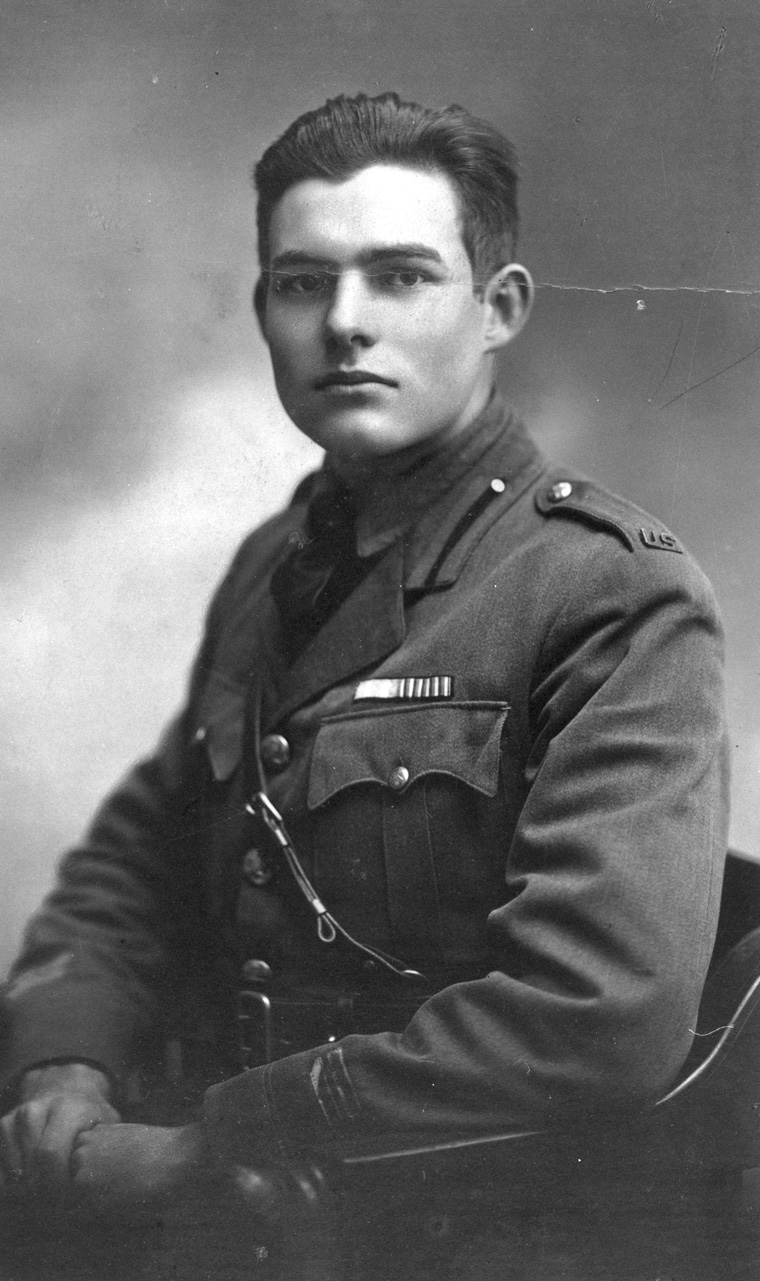
第一次世界大戰時的海明威

後來，海明威不顾父親的反對，辭掉了記者一職，嘗試加入美军以觀察第一次世界大戰的戰鬥情況。「當我參加上一次的大戰時，我是一個可怕的笨蛋，」海明威於1942年說，「我記得我只是認為我們是主隊，而奧國是客隊。」海明威是條典型的美國硬漢，英國薩塞克斯大學的奮德教授曾說：「他身材結實、寬肩膀、頭形端正、有深棕色的頭髮和小鬍子。」本來，海明威的體格這麼好，應能入伍，但卻由於他的視力有缺陷而導致身體檢查不及格，後來只被調到紅十字會救傷隊。前往意大利前線途中，他在德國炮火轟炸之下的巴黎逗留。他並沒有在安全的旅館停留下來，反而儘量接近战场。海明威很興奮，形容自己當時「好像是被派赴一個特別的任務來寫這一年最偉大的故事」。他與朋友泰德·布魯姆貝克租了一輛計程車，希望能看到一兩個新弹坑。泰德寫道：「我們一聽到炮彈爆炸，我們的車子就儘快驅往爆炸聲的地方去......但是我們一離開那兒又聽到市內遠處另一聲爆炸。」
到達意大利前線之後，海明威目睹了戰爭的殘酷。在他到達那裡的第一天，米蘭附近的一座彈藥庫爆炸。海明威給星報写道：「這一座彈藥庫的爆炸是我生平第一次接受火的洗禮。我們把傷患帶進來，跟在堪萨斯綜合醫院的情形一樣。」海明威受命搜索附近田野裡因爆炸而拋落下來的屍體，帶到一個臨時停屍場，他發現他們找到的女尸多於男尸。那一次看到的情況令海明威極為震驚。

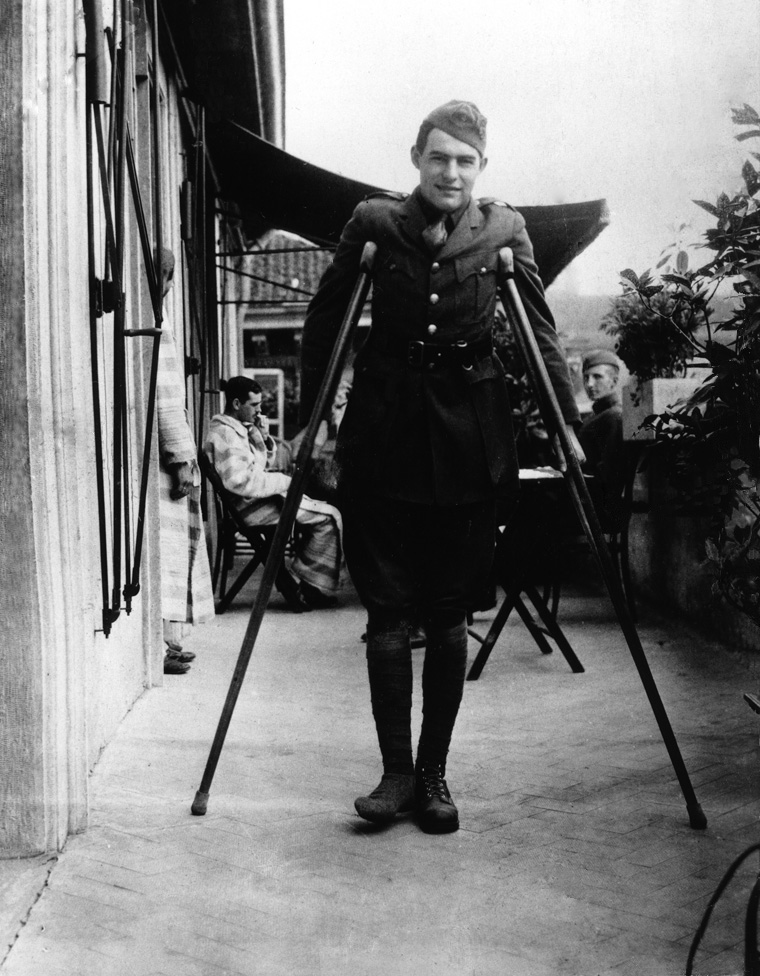
在治療期間的海明威（1918年，米蘭）

之後他遇到的士兵並沒有減輕他的驚恐。在一次關於戰場上死亡情形的討論，埃里克·多爾曼-史密斯引用了莎士比亞的一句名言，那是海明威從未聽過的。他很喜歡這句名言，於是要求埃里克把那句話寫在一張紙條上，後來他又把它背誦下來。那句話是出自「亨利四世」一劇的第二部分：「真的，我並不在意死亡；人只能死一次；我們都欠上帝一次死亡......隨便怎麼個死法，今年死明年死都一樣。」他這種對死亡的看法從他寫給他父母的一封信中可見。「死亡是件非常簡單的事，」他在信中這樣寫道。
1918年7月8日，海明威在輸送補給品時受傷，結束了他的救護車司機的工作。他當時在奥地利的塹壕被迫擊炮彈擊中，在他的腿遺下了弹片，再被掃射中的機關槍射中。儘管自身負傷，他仍把一名意大利傷兵拖到安全地带，後來意大利政府授予他银制勇敢勋章。
海明威在米蘭一個美國紅十字會的醫院工作。由于没有什么娱乐，他常常以讀報和喝酒消磨時間。在這裡，他結識了来自美國首都華盛頓的護士阿格尼絲·馮·庫羅夫斯基，她比海明威足足大了6岁。海明威愛上了她，當海明威於1919年1月返回美國時，他相信阿格尼絲會在幾個月內回美國，兩人會結婚。然而他在三月收到她的信，宣布她已與一名意大利軍官訂婚。這件事在海明威的心中一直揮之不去，並成為了他早期小說《永别了，武器》的創作靈感。後來，海明威更把自己当作小说中的主人公，謬称自己取得意大利军队的中尉军衔，并且参加过三次战斗。

### 處女作與其他早期作品
戰爭結束之後，海明威回到奧克帕克。由於禁酒令的關係，1920年，他遷往安大略省多伦多的巴佛士街1599號的一所公寓居住。他在《多倫多星報》找到了一份工作，成為了一名自由作家、記者和海外特派員。海明威結識了星報記者莫利·卡拉漢，兩人成為好朋友。卡拉漢在那裡剛開始寫短篇故事；他把這些短篇故事給海明威看，而海明威對這些作品讚不絕口。後來他們在巴黎得以再度重聚。

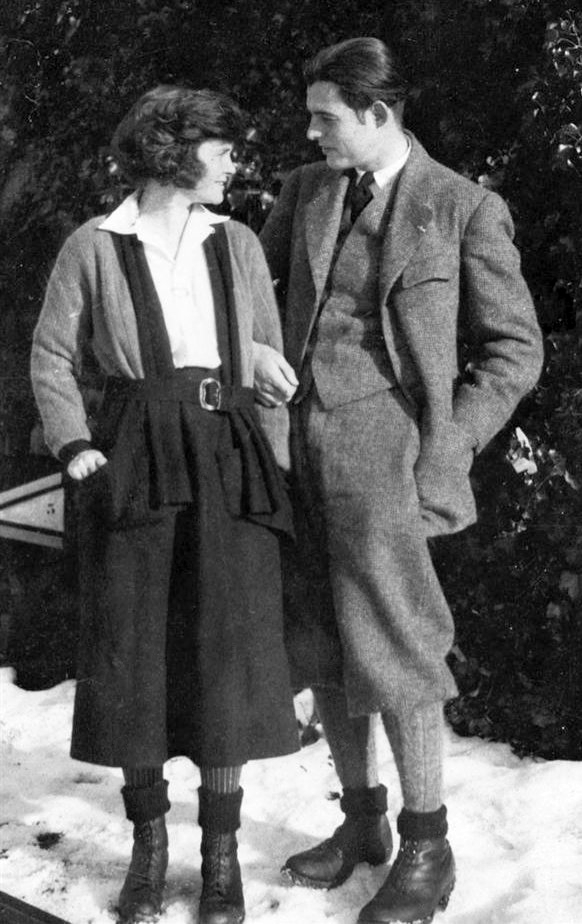
欧内斯特與哈德利（1922年）

1920至1921年的短短一年間，海明威在芝加哥北部附近居住，並為一所小報社工作。1921年，海明威娶了他的第一任妻子——伊丽莎白·哈德利·理查森。在同年的9月，他遷到了芝加哥北部的迪爾伯恩北街1239號的一所狹窄的三層公寓居住。那建築物現在仍在原處，而在這公寓前面則是一個有「海明威之家」（the Hemingway Apartment）字樣的匾子。哈德利認為這公寓太昏暗和過於消沈，在1921年12月，海明威一家遷出了國外，再沒有再回到那裡居住。

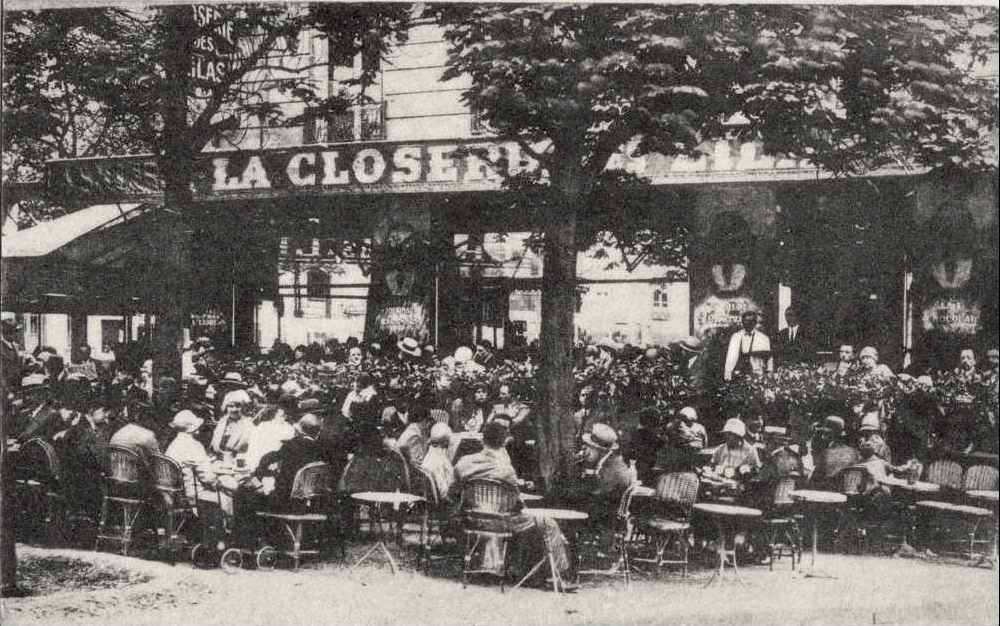
「丁香園」（La Closerie des Lilas）咖啡館（1909年），海明威在此地完成《太阳照样升起》的大部分章節

他們聽了舍伍德·安德森的勸告，在巴黎安頓了下來，在這裡，海明威給星報進行關於希土戰爭（1919年－1922年）的採訪。在海明威回到巴黎之後，安德森為他寫了一封介紹信給格特鲁德·斯泰因。她成了海明威的良師益友，引導了海明威參與「巴黎現代主義運動」（Parisian Modern Movement），然後到蒙帕纳斯區；這成為了美國移民「迷失的一代」之始，由海明威的小說《太陽照樣昇起》和《流動的饗宴》的題詞帶動。另一個對海明威影響深遠的人是意象派的創立者艾茲拉·龐德。
海明威的處女作《三個故事和十首詩》（1923年）由羅伯特·麥卡爾蒙在巴黎出版。同年，他們一家回到多倫多短暫逗留，就在那時，海明威的第一個兒子出生，取名約翰，並請格特鲁德·斯泰因當約翰的教母。由於要支持整個家庭的開支，海明威逐漸變得忙碌，並開始覺得多倫多星報的工作沉悶，遂於1924年1月1日辭職。海明威為星報撰寫的作品大多後來大多出版於1985年的《Dateline: Toronto》。
海明威在其短篇故事系列《在我們的時代裏》（1925年）出版時才初登美國文壇。對於海明威來說，這部作品極為重要，它一再顯示簡潔的寫作風格亦可為文壇所接受。
1925年4月，在《大亨小傳》出版兩星期後，海明威在丁戈酒吧遇見了《大亨小傳》的作者弗朗西斯·斯科特·菲茨杰拉德。相識之初，兩人是很要好的朋友，常常對說共飲，彼此分享寫作心得、交換手稿，費茲傑羅也表示希望海明威能在文壇上有更大的成就，但後來他們的關係逐漸冷卻，更開始明爭暗鬥。費茲傑羅的妻子泽尔达·菲茨杰拉德打從一開始就不喜歡海明威。她更曾公開形容海明威為「假貨」和「騙子」，並聲稱他看來很有大男子氣概，其實也只是外表而已。她開始無理地指海明威為同性戀者，並譴責她丈夫與海明威一起參與社交活動。

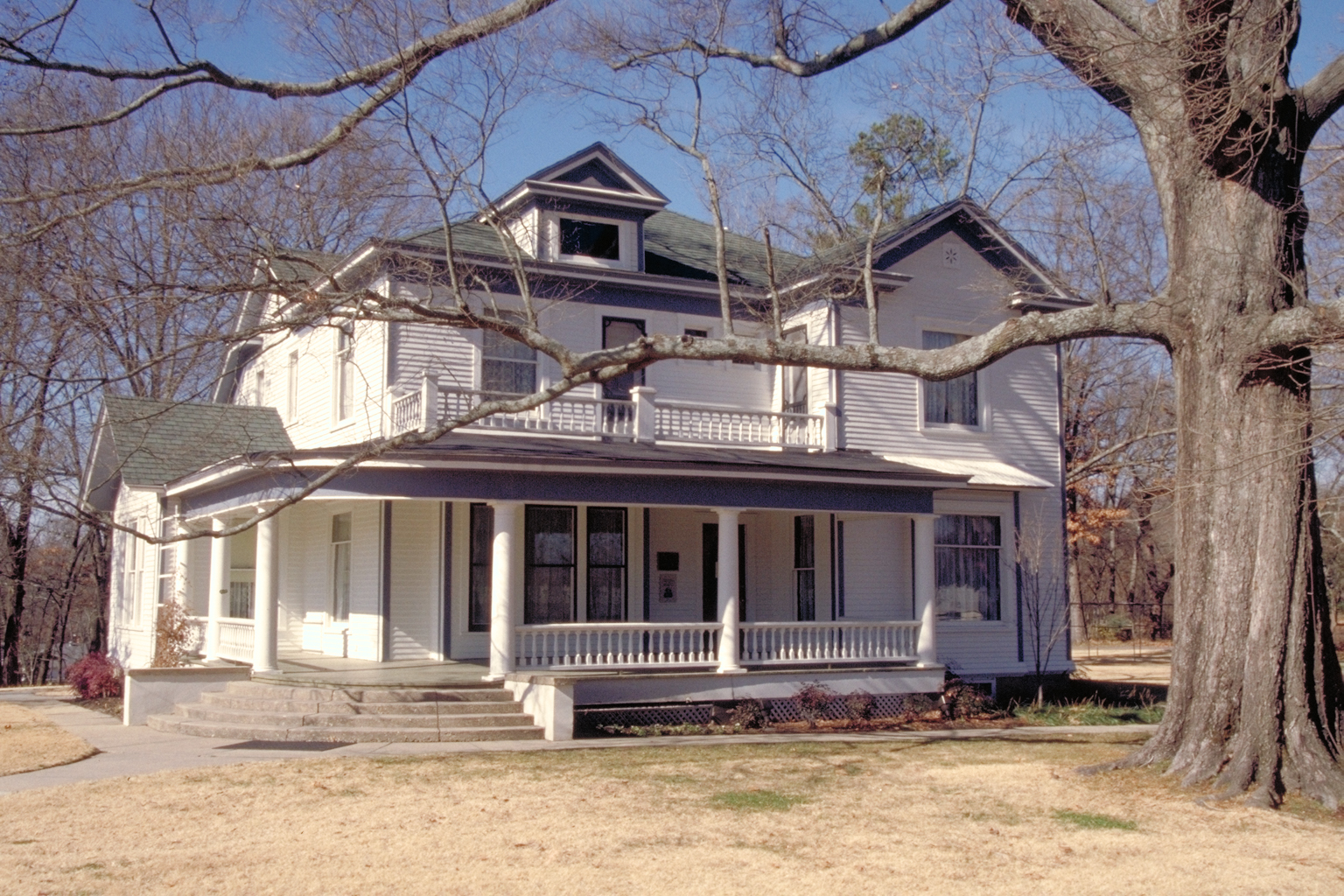
海明威－法伊弗之家，建於1927年

海明威第一部成功的小說是《太阳照样升起》（1926年），是他在最喜愛的咖啡館「丁香園」用6個星期完成的，是部半自傳體的小說。這小說十分成功，廣受好評，其創作靈感是在讀過費茲傑羅《大亨小傳》的手稿之後萌生的。

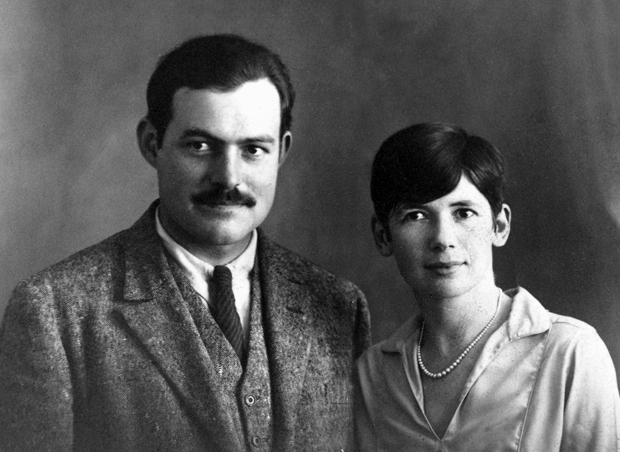
欧内斯特與保利娜（1927年，巴黎）

1927年，海明威與哈德利·理查森離婚，並另娶保利娜·法伊弗為第二任妻子。她來自阿肯色州皮戈特，是一個虔誠的天主教徒。此外，她也是一名臨時的時裝記者，為《名利场》和《時尚》（Vogue）這類的時尚雜誌工作。這時，海明威開始轉而皈依天主教。那一年，海明威的《沒有女人的男人们》出版，書中有很多短篇小說作品，而其中的《殺人者》是海明威最為知名的短篇小說之一。1928年，海明威與法伊弗遷居佛羅里達州西嶼，開始了兩人的新生活。可是，他們的新生活不久後就被一件悲慘的事情的發生中斷。
1928年，海明威的父親克拉倫斯因受不住糖尿病和財困的折騰，以內戰時期用的手槍自殺。這件事對海明威來說是很大的打擊。在獲悉父親自殺一事之後，他立即回到奧克帕克為父親安排後事，此時他想起在天主教中自殺要下地獄的。同一時期，海明威在巴黎認識的朋友，黑太陽出版社創立者哈里·克羅斯比也自殺身亡。同年，海明威的次子帕特里克·海明威出生於堪薩斯城，而他的第三個兒子格雷戈里·海明威在數年以後才出生。母親多番陣痛後，幾經辛苦，醫生終於成功剖宮取出嬰兒，有記指出《戰地春夢》中載有此情景。
《戰地春夢》記的是一個名為弗雷德里克·亨利（Frederick Henry）的美國士兵與英國護士凱瑟琳·巴克利（Catherine Barkley）之間的浪漫故事。這小說是以自傳的文體寫成的：書中的故事情節靈感明顯是來自海明威在米蘭與庫羅夫斯基護士的關係；而小說中的凱瑟琳在產前陣痛的創作靈感卻是來自海明威的次任妻子保利娜生次子派翠克前的痛楚。
在有關第一次世界大戰的其他書籍都開始成名後，《戰地春夢》這才出版。《戰地春夢》的出版大獲成功，很受歡迎，它亦為海明威解決了當前的財務困難。

### 西嶼與西班牙內戰

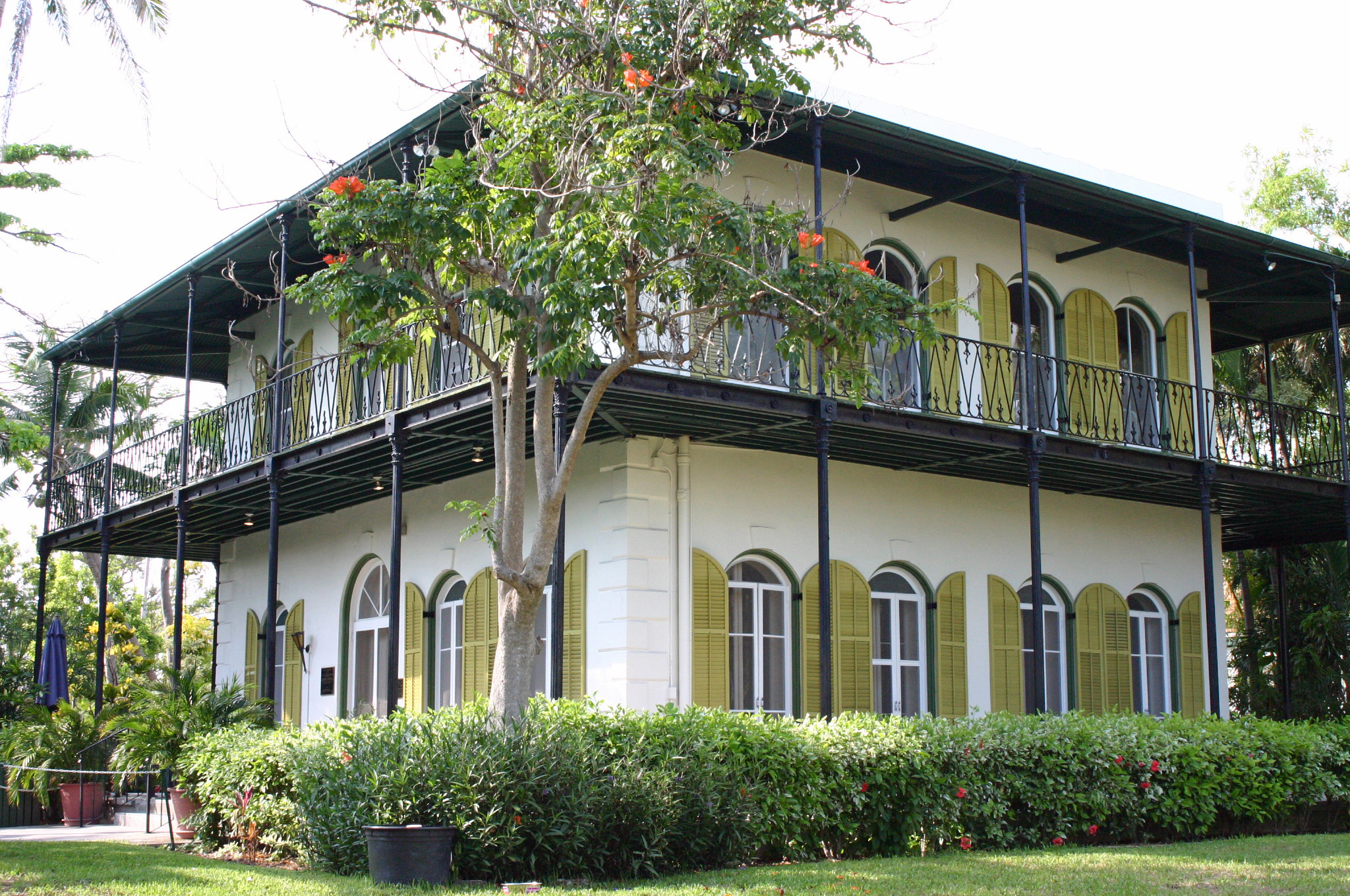
欧内斯特·海明威在西嶼的家，現為博物館

海明威後來終於聽取了約翰·多斯·帕索斯的勸告，於1931年遷往西嶼（他在那裡住的房子現為博物館）。海明威常與好友沃爾多·皮耳士（Waldo Peirce）到乾龜群島釣魚、到著名的「邋遢喬酒吧」（Sloppy Joe），偶爾會到西班牙旅行，為《午後之死》和《勝者一無所獲》收集資料。1940年（九年後），海明威結束與法伊弗的婚姻，到1950年代，他的人生進入了另一個階段，他在這階段寫的作品數量達全部作品的百分之七十。
1932年，關於鬥牛的書籍《午後之死》正式出版，評論兩極分化嚴重。海明威與西班牙有關的著作均深受巴羅哈的影響（海明威獲諾貝爾獎之後，去了見巴羅哈，並表示他認為巴羅哈更有資格獲諾貝爾獎）。海明威在1925年在潘普洛納看過奔牛節之後深深著迷，後來更把其寫成《太陽照樣昇起》一書，描述奔牛節的盛況。

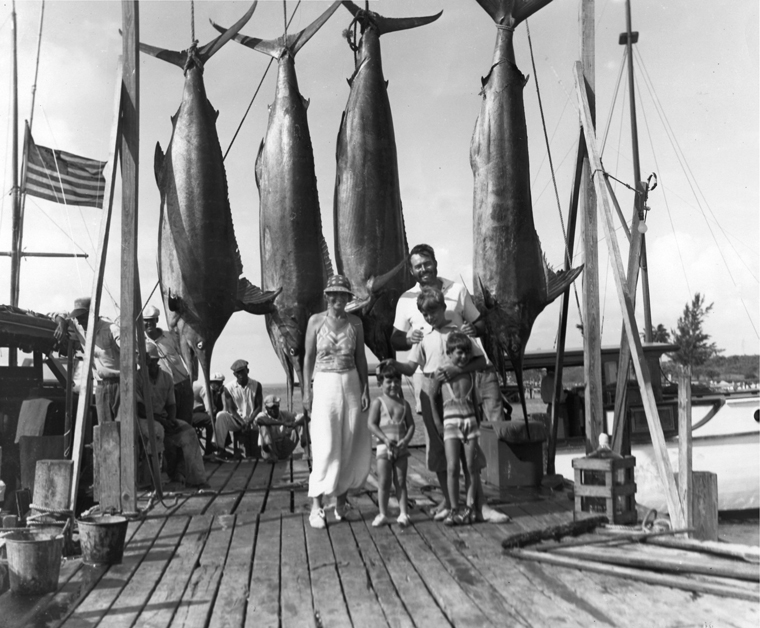
海明威與家庭（1935年于巴哈馬）

1933年秋天，海明威隨一隊狩獵的旅行隊到過肯亞的蒙巴薩、奈洛比及馬查科斯，再到達坦尚尼亞，並在塞倫蓋蒂、曼雅拉湖四周和現在塔蘭吉雷國家公園所在地的西及南部打獵，獵物大多為象、獅子等陸棲的大型動物。1935年出版的《非洲的青山》就記載了他那次到非洲的旅行，而《乞力馬扎羅的雪》和《弗朗西斯·麦康伯短促的幸福生活》則是把他在非洲的經歷輯成的小說。
1937年，海明威為《北美報業聯盟》（The North American Newspaper Alliance）報導有關西班牙內戰的戰況。由於海明威不顧警告，不斷報導法西斯主義者、甚至是左派共和軍的醜事，終於導致與約翰·多斯·帕索斯的友情斷裂。此後，海明威與另一位記者馬修斯（Herbert Matthews）成為了朋友。同時，海明威亦開始懷疑他信仰的天主教，最後更離開了天主教教會。那場戰爭亦令海明威的婚姻決裂。保利娜·法伊弗是個虔誠的天主教徒，天主教是支持法西斯主義的，但海明威卻並不喜歡法西斯主義，而是偏向支持共和軍政府。在這時，海明威寫了一篇知名度不高的散文：《告發》（The Denunciation），到1969年才得以附《第五縱隊與西班牙內戰的四個故事》出版。這故事是以類似自傳的文體寫成的，記述海明威當戰時共和軍情報員和教員的事。
在這段期間，身體健康問題接踵而至，對海明威造成很大困擾：他的眼球、手指、額頭都曾被割傷，此外還患上炭疽病、流行性感冒、牙痛、痔疮、腎病，還曾在騎馬穿過懷俄明州的森林深處時摔傷，傷及臉部和腳。

### 第二次世界大戰與戰後

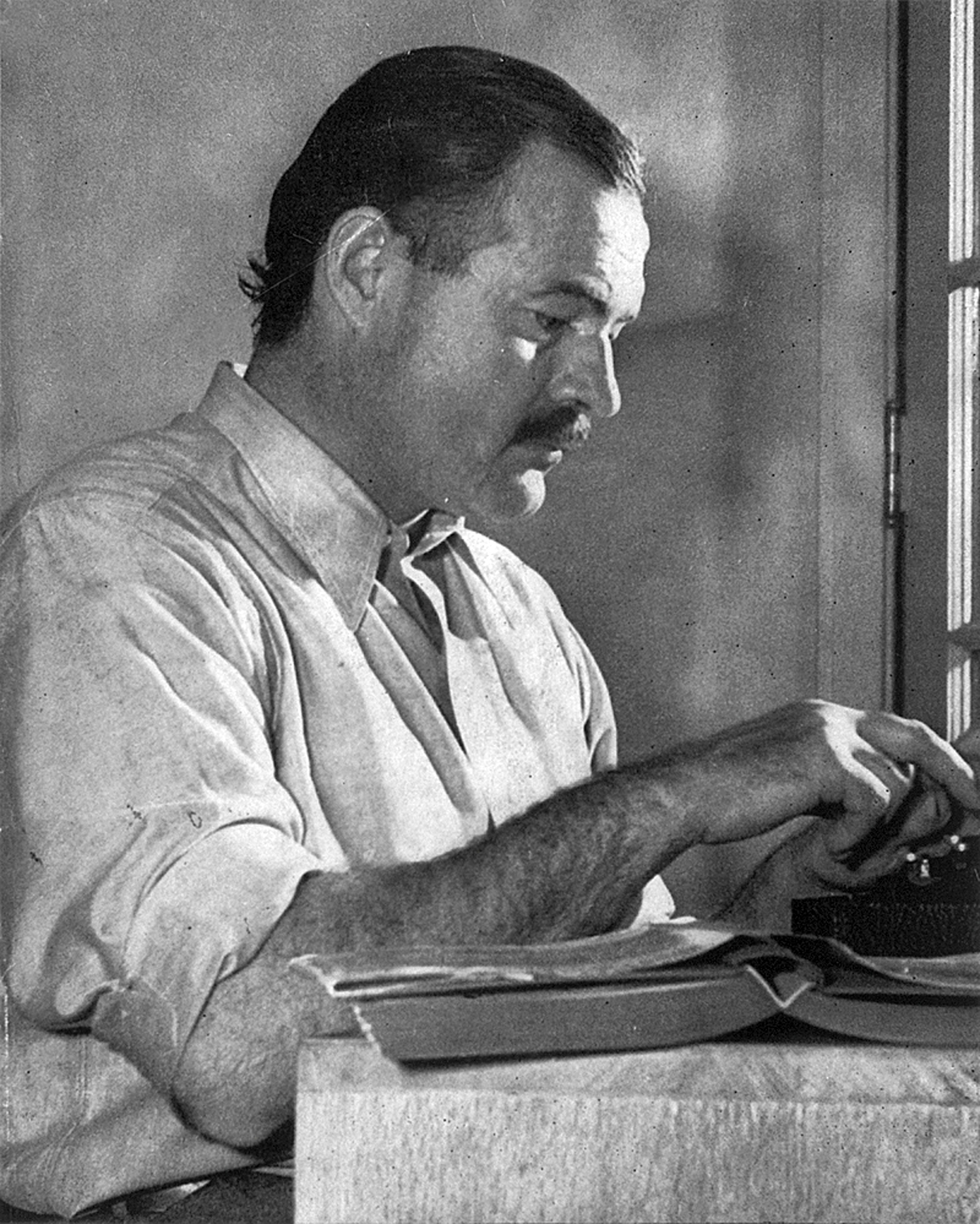
1939年的海明威

美國在1941年12月8日加入第二次世界大戰，海明威要求加入海戰。他將他的漁船皮拉號（Pilar）改裝為偵察船，在古巴近海進行搜索德軍潛艇的工作。當聯邦調查局接管對加勒比的反偵察工作時——約翰·埃德加·胡佛本來就很懷疑海明威，後來更甚之——海明威以《科利尔周刊》（Collier's Weekly）雜誌的戰爭通訊記者之身份到歐洲去。他聲稱自己在维勒迪约莱普瓦勒把3個手榴彈投入一個有黨衛隊軍官隱藏的地窖。海明威在朗布依埃城堡是名非正式的聯絡官員，後來更自行成立自己的黨派。
戰爭結束後，海明威開始寫他的《伊甸園》，而他一直都沒能完成該作品，並在他逝世後的1986年其刪節本才得以出版。他的很多時間都是在一個名為阿恰罗利的意大利小鎮（大概位於那不勒斯南部136公里），在那裡，人們常看到他手拿瓶子四處走。
4年後，海明威與瑪莎離婚，並另娶1944年開始在海外認識的戰時通訊記者玛丽·韦尔什·海明威，在不久後再度回到古巴。
海明威《戰地鐘聲》之後的作品是《渡河入林》（1950年），以二戰後的威尼斯為背景。由於海明威當時迷戀著一個年輕的意大利女孩，因此他寫的《渡河入林》是記述一個戰時的陸軍上校與一個年輕女孩的浪漫故事。這本小說引來很多負面的批評，他們多批評海明威庸俗、文體不適當或多愁善感，甚至是江郎才盡；可是並不是所有人都是如此批評海明威，加西亚·马尔克斯就曾表示：「沒有《渡河入林》，就沒有《老人與海》。」

### 晚年

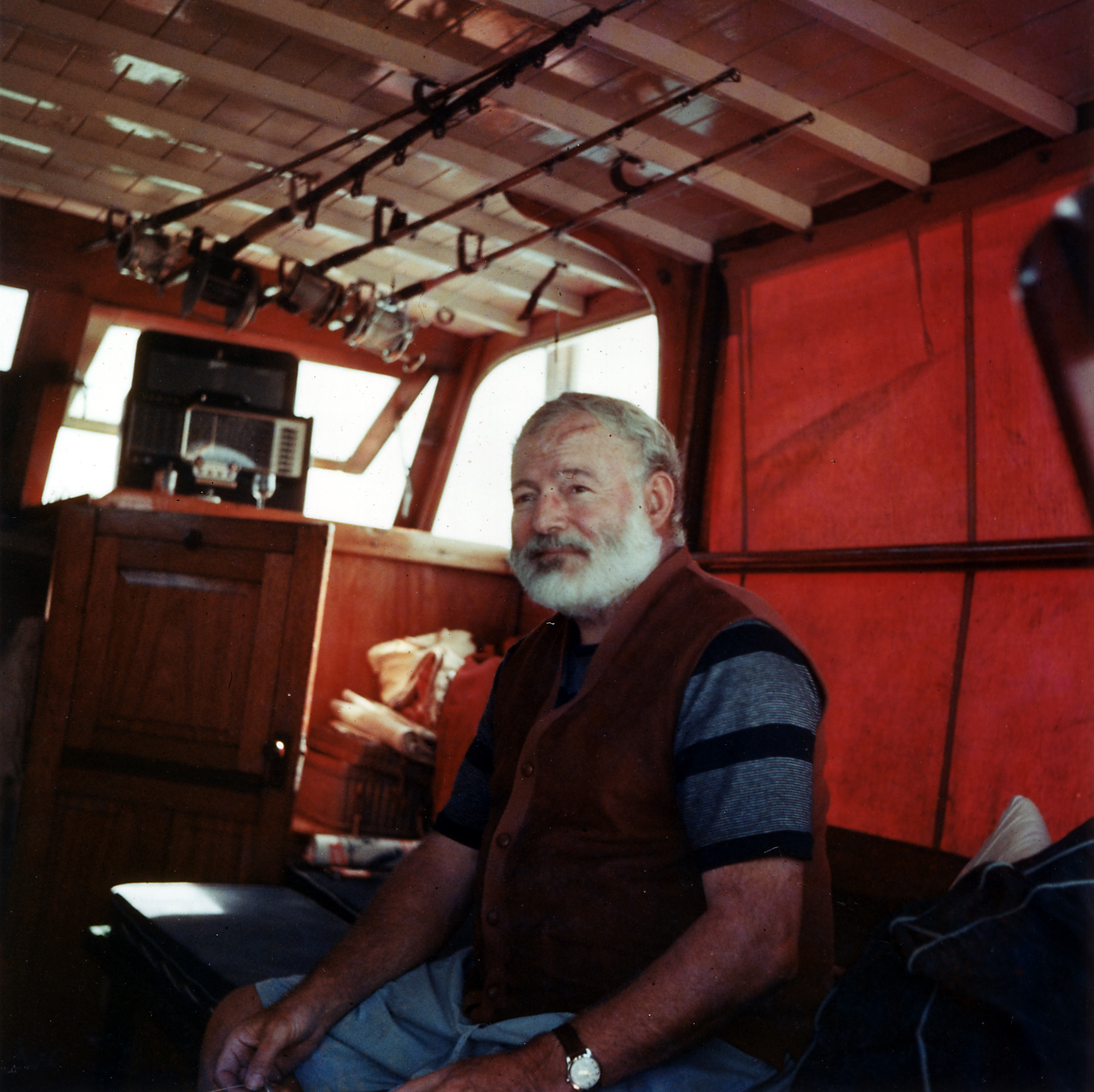
在皮拉號中的海明威，攝於1950年代中

1952年，《老人与海》出版，海明威对這中篇小說的成功極為滿意，他据此獲得1953年度普利策奖及1954年度諾貝爾文學獎兩項殊榮。在獲得諾貝爾文學獎後，他卻表現得異常謙遜，並提及丹麥作家凱倫·白列森，說「若把這獎項頒給美麗的作家伊莎·丹尼森，他會更高興」。這些獎項令他在國際上重拾聲望。
此後，他再临噩運：在一次狩獵中，他先後遭遇兩次飛機失事，因而受重傷；他扭傷了右肩、手臂和左腿，嚴重受到腦震盪，他的左眼暫時失明，左耳也暫時失聪，括約肌癱瘓，脊椎骨嚴重受傷，肝臟、脾臟和腎臟破裂，臉部、手臂和腿被嚴重燒傷。一些美國報紙誤發了海明威的訃告，以為他當時已傷重不治。

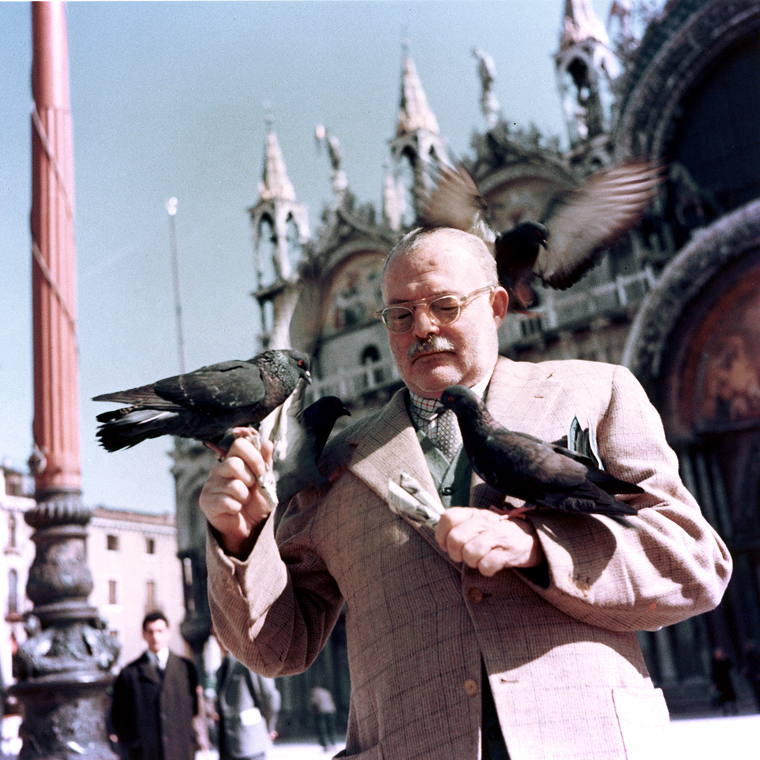
海明威與鴿子（1954年于威尼斯）

此外，在一個月以後，他更在一次森林大火意外中受重傷，雙腿、前軀幹、雙唇、双手前臂嚴重燒傷。這些痛楚一直維持了很久，令他無法到斯德哥爾摩接受諾貝爾獎。
後來他偶爾找到了一些1928年寫的手稿，重新整理為現在的《流動的饗宴》，重現一點點希望。雖然他的能量好像是恢復了，但酗酒問題還是困擾著他。他的血壓和膽固醇極高，他患的主動脈炎及其意志消沉的情況因酗酒而惡化。
1959年，古巴革命推翻巴蒂斯塔政權後，外國人擁有的資產全被沒收，因而迫使很多美國人返回美國。海明威選擇再停留多一段時間。人們普遍認為海明威與菲德尔·卡斯特罗保持良好的關係，並曾聲明自己支持該次革命。
1960年2月26日，欧内斯特·海明威向出版社要求出版鬥牛故事《危險夏日》未果。于是他和妻子瑪麗向朋友、《生活雜誌》主席小威尔·兰要求離開巴黎並回到西班牙。海明威說服朗出版他的手稿，並順帶加上插圖設計。雖然這建議沒有文字記錄，仍被採納了。1960年9月5日，這故事的第一部分出現在《生活雜誌》中。
海明威後來在爱達荷州凯彻姆接受了高血壓及肝臟問題的治療——並因為患憂鬱症和偏執狂而也得接受電痙攣療法，但是後來認為可能就因為海明威接受了電痙攣療法而加快了他的自殺行為發生，因為據稱在他接受此一治療後嚴重失去記憶。他的體重亦流失很多，他高約183厘米，這時卻只重約170磅（即只有約77公斤）。

### 自殺
海明威曾於1961年的春天試圖自殺，於是再次要接受電痙攣療法。62歲生日的3個星期前，即1961年7月2日，他在爱达荷州凯彻姆的家中用從地下室貯藏庫找來的雙管獵槍自殺了，妻子聽到槍聲，立即下樓察看。當時海明威已面目全毀，只剩下嘴巴與下巴，法醫最後認定為擦槍走火。法庭裁定他最後的行為任何人都不需負上責任，並以天主教的儀式把他埋葬。據稱在他接受了電痙攣療法的治療後嚴重破壞了他的記憶；醫學和學術界亦極為留意此一說法。除了以上的一種說法外，亦有人認為海明威之所以自殺是因為他在寫作上對自己要求很高，後來發現自己的作品無法再達到《老人與海》那樣的水準後，就陷入了絕望，雖曾試圖靠深海捕魚、打獵、飲酒等來分心，但是還是徒勞，最後才要自殺。
海明威的其他家庭成員亦也都是自殺身亡的，如他父親、兄弟姊妹及後來的孫女瑪戈·海明威。一些人認為海明威患有躁鬱症。在他一生，他都常常喝得重醉，因在晚年過度酗酒而導致他患上此病症。
亞倫·愛德華·霍奇納是海明威生前的好友，也是两部传记《海明威老爸》和《海明威与他的世界》的作者。根据霍奇納的说法，海明威多年来一直向他抱怨自己受到美国联邦调查局（FBI）的监视。霍奇納和海明威的其他朋友都驳斥了这种说法，称其为偏执狂。然而在1980年代，海明威的FBI檔案經由科羅拉多大學學者傑弗里·邁爾斯（Jeffrey Meyers）依資訊自由權為請求而被公開。該檔案顯示了對海明威的濃厚興趣，包括他在戰時設立一個名為「騙子工廠」（Crook Factory）的反法西斯間諜網的企圖，而該興趣一直持續到他於1960年進入梅奧診所為止。該長達120多頁的檔案（其中15頁因國安因素大部分被塗黑），還顯示時任FBI局長約翰·埃德加·胡佛對海明威的高度關注。檔案的揭露促使霍奇納發表了他的遺憾——其未能更認真對待海明威的抱怨，或未考慮FBI此種監視可能對一個進入精神疾病期的人造成潛在影響。
海明威被葬於爱達荷州北部的凯彻姆公墓（Ketchum Cemetery）。上面刻着：“Ernest Miller Hemingway, July 21, 1899—July 2, 1961”，并无其他内容，妻子玛丽的墓在其旁边。

## 妻子及兒孫

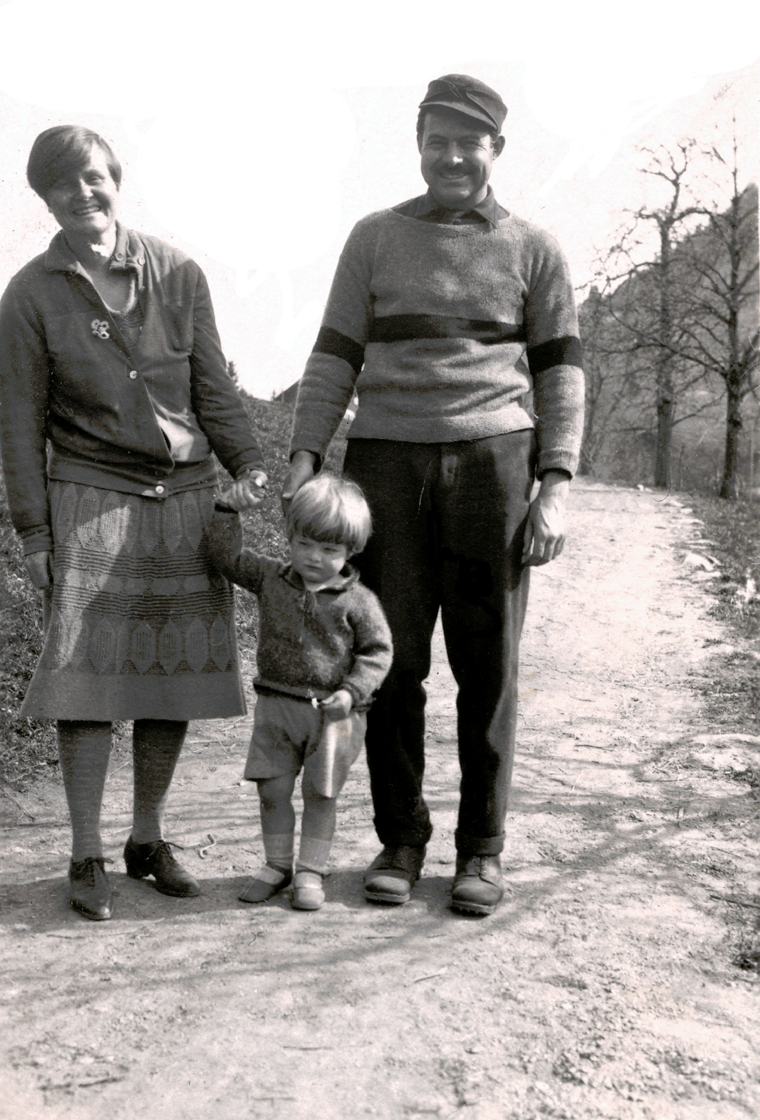
海明威與家庭。左起為：伊麗莎白、約翰、海明威。（1926年、奥地利）

- 伊丽莎白·哈德利·理查森（英语：Hadley Richardson），婚於1921年9月3日，於1927年4月4日離婚。

兒子杰克·海明威，生於1923年10月10日。
孫女瓊·海明威（Joan Hemingway）
孫女瑪戈·海明威
孫女瑪麗埃爾·海明威
- 保利娜·法伊弗（英语：Pauline Pfeiffer），婚於1927年5月10日，於1940年11月4日離婚。

兒子帕特里克·海明威，生於1928年6月28日。
兒子格雷戈里·海明威，生於1931年11月12日，60多岁时接受变性手术，并常用“格洛丽亚·海明威”（Gloria Hemingway）一名。
- 瑪莎·蓋爾霍恩，婚於1940年11月21日，於1945年12月21日離婚。
- 玛丽·韦尔什·海明威（英语：Mary Welsh Hemingway），婚於1946年3月14日。

1946年8月19日，她因異位妊娠而流產。

## 早期批評之影響
海明威早期的作品銷路很好，受到各界的好評。這成功令他開始變得很自負。例如，他開始主動要教弗朗西斯·斯科特·菲茨杰拉德如何寫作；他亦聲稱英國著名小說家福特（Ford Madox Ford）是性無能的。海明威的轉變是由於太多評論的關係。一些刊物抨擊他為下流作家。費茲傑羅指和麥卡爾蒙曾聲稱海明威的第二任妻子保利娜是個女同性戀（在她與海明威離婚後有人稱她與其他女性發生女同性戀的性關係）。格特鲁德·斯泰因在她的作品《愛麗絲·B·托克勒斯的自傳》（The Autobiography of Alice B. Toklas）中有談到他，指出他的寫作風格是學自格特鲁德·斯泰因自己及舍伍德·安德森。
海明威曾在1958年說：「你可以在任何時候當人們不打擾時寫作，或可以堅決的對待。但最好的作品完成時必定是在你墜入情網時。」
海明威一直與批評家是水火不相容的，他說批評家就像相命術士說些空洞的話騙取一點稿費而已，他在1924年寫過一篇文章說，平均每一位美國名作家就有十一位批評家靠批評這位名作家來出點風頭。他說，他不知道為什麼這些會批評的人不自己寫點像樣的東西給別人看，而老是以寄生蟲的心態寫些雜文或廢話。

## 著名作品

### 《49個故事》
1938年，海明威所作的49個故事加上他唯一一部完整的劇本《第五縱隊》出版成《第五縱隊與49個故事》。海明威的目的是，如他在該書的前言所說，要多寫作。這本書中的很多故事都能在其他書包括《在我們的時代裡》、《沒有女人的男人们》、《勝者一無所獲》和《乞力馬扎羅的雪》中找到。
在這本書中，雖然很多故事都很短，但是在它們之中卻也有很多頗著名的，而其中的《殺人者》（The Killers）就是很著名的一個短篇小說。

### 《戰地鐘聲》
1939年春天，弗朗西斯科·佛朗哥戰勝了共和軍，結束了西班牙内战。佛朗哥法西斯分子奪去了海明威的家，在1940年，海明威因離婚而失去了他在基韋斯特心愛的家。離婚數星期後，海明威娶了他在西班牙四年的同伴瑪莎·蓋爾霍恩，是為其第三任妻子。1940年，海明威出版了小說《戰地鐘聲》。该书1939年寫於古巴及基韋斯特，並於1940年7月寫畢。這部長篇小說以西班牙內戰作為背景，叙述一個名叫羅伯特·喬丹（Robert Jordan）的美國人在共和軍一方與西班牙士兵戰鬥的故事。故事素材主要是來自海明威在西班牙的經歷及戰爭報導。這是他最著名的文學作品之一，書名源自約翰·唐尼的《沉思第十七篇》（Meditation XVII）。

## 寫作風格
海明威的寫作風格以惜墨如金且輕描淡寫而著稱，對美国文学及20世紀文學的發展有極為深遠的影響。海明威的寫作風格是受在《堪薩斯城星報》作記者時的影響，後來整輩子的寫作都是沿用在星報工作時用的寫作風格：「句子要寫得簡潔，文章開首之段落要短，用強有力的字眼，思想要正面。」
1925年，海明威的短篇故事系列《在我們的時代裏》出版，大大震動美國文壇，一再向他說明他這種惜墨如金的寫作風格是為美國文壇所接受的。
對於海明威的寫作風格，格特鲁德·斯泰因在《愛麗絲·B·托克勒斯的自傳》（The Autobiography of Alice B. Toklas）指出「海明威的寫作風格是學自格特鲁德·斯泰因自己及舍伍德·安德森」。旅美學者夏志清亦有評論過海明威的寫作風格，他認為海明威的文章具記者風格，「一清如水，多讀沒有餘味」。
海明威簡潔、直接的寫作風格亦是影響後世作者最大的地方。他很少用裝飾性的字眼，而是以簡明的句子講訴一些人在生活上所表現出的勇氣、力量和尊嚴的故事。其中最著名的有《戰地春夢》、《戰地鐘聲》及《老人與海》。1940年《戰地鐘聲》出版。它是一部描述西班牙內戰的作品，海明威表達了佛朗哥極權統治不但影響西班牙人，也影響其他國家的人。那個時期，歐美國家很多左傾藝術家和知識分子，都表態反對極權統治。該書以西班牙內戰為背景，描寫滿懷理想的美國青年罗伯特·乔丹志願參戰，完成任务后撤离時因受傷无法行动，自愿留下阻击敌人。故事情節複雜，人物刻劃生動，曾拍攝成電影。但是夏志清指出晚年的海明威寫來寫去還是這個筆調，甚至是自我嘲諷。

## 死後出版的作品
海明威一生寫了很多信件，於1981年，這些信件很多都被史克利布納爾（Charles Scribner）出版於《Ernest Hemingway Selected Letters 1917-1961》。這本書的出版引起一些人的爭議，指海明威自己曾聲明他不希望出版他的書信。1996年，他的更多書信被其编辑麥克斯威爾·柏金斯出版成《The Only Thing That Counts》。
現在有一個長期的工作在進行中，就是要把海明威還在生時寫的數千封信收集起來，然後出版，而這工作正在由賓夕法尼亞州立大學和海明威基金會負責著手完成，而英語教授及賓夕法尼亞州立大學校長葛拉罕·斯潘尼爾（Graham Spanier）之妻桑德菈·斯潘尼爾（Sandra Spanier）是為總編輯。
海明威終生不斷地寫作，直至他逝世為止。所有海明威創作的未完成作品都在他逝世後出版了；這些未完成作品有《流動的饗宴》、《島之戀》、《尼克·亞當斯故事集》（部分地方未被出版）、《危險夏日》及《伊甸園》。瑪麗·海明威表示她曾與查爾斯·史克利布納爾合作校訂海明威的《島之戀》手稿，然後把其出版。她亦指出：「還得更正稿的錯誤標點符號及錯別字，也做了些剪接的工作，我肯定這些都是海明威自己弄的錯誤。這書完全是海明威的作品，我們並沒有添加任何東西。」對這些作品出版有很多爭議，很多人認為海明威的親屬或出版社並沒有權利決定是否出版海明威的作品。例如，各界多對1986年由斯克裡布納之子公司出版的《伊甸園》版本很不以為然，雖然這版本只是對海明威起初的寫作內容作了一點修訂，但這修訂本卻已刪去了原文的三分之二。
《尼克·亞當斯故事集》在1972年海明威死後才正式出版。所有被認為已做好最後修訂的海明威短篇小說於1987年被收集起來，並出版成《海明威短篇故事全集》（The Complete Short Stories Of Ernest Hemingway）一書。此外，在1969年， 《第五縱隊與西班牙內戰的四個故事》（The Fifth Column and Four Stories Of The Spanish Civil War）亦出版了。它包括了海明威唯一一部完整的劇本《第五縱隊》及其他四個關於海明威在西班牙內戰中的經歷的未出版作品。
1999年，另一作品《初見即真》出版，並標明海明威為此書的作者，但是其實他的兒子帕特里克·海明威幫忙編輯了很多。六年以後，《初見即真》的修訂本《乞力馬扎羅下》出版。這本書是在海明威於1953至1954年往非洲最後一次旅行時寫下的。在他遇到飛機失事之前，他與第四任妻子瑪麗在肯亞停留了數個月。
在海明威逝世後出版的作品還有他當記者時寫的文章，這包括他寫給《紳士雜誌》（Esquire Magazine）、《北美報業聯盟》（The North American Newspaper Alliance）及《多倫多星報》（Toronto Star）等雜誌的專欄和文章。後來在2005年，海明威的很多這些作品及雜集才收集成《Hemingway and the Mechanism of Fame》出版。
在2004年12月，紐約市的克麗絲蒂書店舉行了一個拍賣會，拍賣品是一份屬於海明威未曾公開的漫畫手稿並附親筆簽名信。那份於1924年完成的漫畫手稿僅有五頁之多，創作時期比他寫成《在我們的時代裡》還要早數年，被學者歸類為他少年時期的作品。
海明威極少嘗試創作及接觸漫畫，他之所以寫下那份五頁長的漫畫手稿，相信是受到他的朋友諷刺小說家約翰·多斯·帕索斯和剧作家唐纳德·奥格登·斯图尔特的影響。

## 評價
《百年孤独》作者賈西亞·馬奎斯曾寫過一篇短文，敘述1957年春天與海明威夫妻在巴黎聖米歇爾大道相遇，並將他的失敗之作《渡河入林》列為海明威最好的一本小說，「沒有《渡河入林》，就沒有《老人与海》」。雖然馬奎斯也同意此書在愛情對白顯得平板與矯飾。
旅美學人夏志清則表示海明威的小說世界“只有男人、沒有女人”，記者風格的文章「一清如水，多讀沒有餘味」。曾為《大亨小傳》寫序的林以亮也認為，在費茲傑羅生前，海明威的地位遠高於費氏，但是海明威死後，一窩蜂的模仿，讓海明威文筆的缺點曝露無遺，相反的費茲傑羅的地位在二戰後卻如日中天。

## 影響及遺產
海明威对美國文學影響深遠，在今天，美國文學仍然受著海明威的影響。事實上，海明威的寫作風格影響甚大，影響著大部分的現代小說，很多作家都想要模仿海明威的寫作風格，這些作家都受到了海明威的現代主義文學影響。詹姆斯·乔伊斯稱海明威的一部短篇作品「一個清潔而光線充足的地方」是「最好的故事之一」。
海明威的寫作風格亦影響到其他垮掉的一代的作家。傑羅姆·大衛·塞林格說他曾希望成為一個像海明威這樣偉大的美國短篇小說作家。亨特·斯托克頓·湯普森常常將自己跟海明威比較，在他早期的小說《萊姆酒日記》中亦可看到海明威風格的簡潔字句。湯普森後來亦學效海明威，開槍轟自己的頭，自殺身亡，但他用的是點四五手槍，而不是獵槍。在拉丁美洲文學中，海明威的影響可從諾貝爾獎得主加西亞·馬爾克斯的作品中看到。此外，著名小說家埃爾莫爾·倫納德稱海明威是影響他最大的人，這可從他著的散文中看到。儘管他聲稱自己並不認真寫文學著作，但他卻說：「我以模仿海明威來學習......直至我發現自己並沒能模仿他對生命的態度。我並沒有像他那般對自己或任何事都存認真的態度。」

## 獎項與榮譽
在海明威生前，他曾獲得以下獎項：
- 在第一次世界大战期間獲得銀製勇敢勳章
- 因在第二次世界大战期間當非官方的軍事通訊記者而在1947年獲得銅星勳章
- 1953年憑《老人与海》獲得普利策奖
- 1954年憑《老人与海》及一生的文學成就獲得诺贝尔文学奖

## 趣聞
- 海明威一次跟朋友莫利·卡拉漢進行拳擊賽，把嘴巴傷了。海明威把鮮血吐在卡拉漢的臉上，說：「鬥牛士在受傷時就是這樣做的，以顯示對敵手的蔑視。」
- 根據很多海明威的傳記和參考資料，他身高達6尺，曾一度重達260磅。他的肌肉發達而健壯，但是在他到達中年時還是大腹便便。他有深棕色的頭髮，棕色的眼睛，在23歲開始留小鬍子。在50歲，他開始蓄灰色的鬍子。他的額頭上有一道疤痕，這是在他生命中最後的20年間在巴黎醉酒時弄得的（今多認為他當時在廁所要沖馬桶，不小心把一道天窗拉到他的頭上）。他一直都有近視，但由於過度自負，他一直不肯戴上眼鏡，直到32歲才有所改變（但在照片中還是很少看到海明威戴眼鏡）。他喜歡網球、拳擊、釣魚及打獵。
- 很多人都知道海明威非常恨惡紐約市，但卻不知道原因。
- 儘管海明威對於其家鄉奧克帕克並沒有好感，但奧克帕克的人對海明威的評價卻很正面。奧克帕克今天還有一個海明威博物館[20]，每到夏天還有「海明威節」。

### 海明威的猫

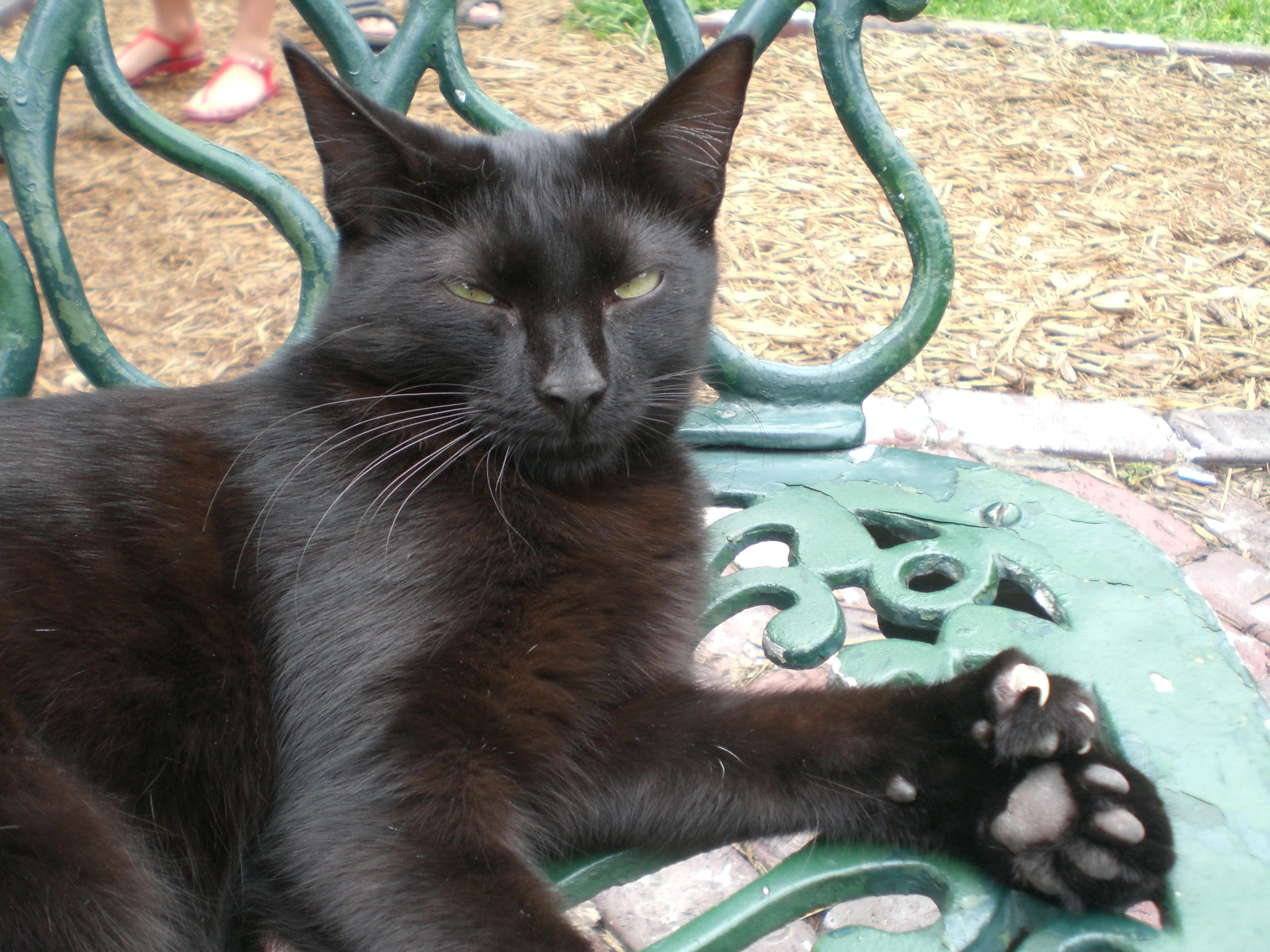
多趾猫

海明威生前，一名水手曾送给他一隻多趾猫。这隻猫的後代在海明威位於佛罗里达州威斯特礁的庄园里繁衍生息，从1930年代直至今日（2007年），目前共有50隻。庄园在1964年被出售，现为海明威紀念博物館，但是这个变化并未影响到猫儿们。然而，美國農業部近期表示，这座博物馆须如动物园一样，申请执照才能展示动物，否则猫儿们得被送走；但博物馆因客观环境的限制，无法达到执照的要求。2006年12月，美国联邦法院驳回了博物馆提出的诉讼，要求博物馆与农业部双方协商。

## 作品

### 小說
1925年：《春潮》（The Torrents of Spring）
1926年：《太陽照常升起》（The Sun Also Rises）
1929年：《戰地春夢》（A Farewell to Arms）
1937年：《有錢人與沒錢人》（To Have and Have Not）
1940年：《戰地鐘聲》，或譯《喪鐘為誰而鳴》（For Whom the Bell Tolls）
1950年：《渡河入林》（Across the River and Into the Trees）
1952年：《老人與海》（The Old Man and the Sea）
1970年：《島之戀》（Islands in the Stream）
1986年：《伊甸园》（The Garden of Eden）
1999年：《曙光示真》（True At First Light）
2005年：《乞力馬扎羅之下》（Under Kilimanjaro）

### 非小說
1932年：《午後之死》，或譯《死在午後》（Death in the Afternoon）
1935年：《非洲的青山》（Green Hills of Africa）
1962年：《Hemingway, The Wild Years》
1964年：《流動的饗宴》（A Moveable Feast）
1967年：《By-Line: Ernest Hemingway》
1970年：《Ernest Hemingway: Cub Reporter》
1981年：《Ernest Hemingway Selected Letters 1917-1961》
1985年：《危險夏日》（The Dangerous Summer）
1985年：《Dateline: Toronto》

### 短篇小說集
1923年：《三個故事和十首詩》（Three Stories and Ten Poems）
1925年：《雨中的貓》（Cat in the Rain）
1925年：《在我們的時代裡》（In Our Time）
1927年：《沒有女人的男人们》（Men Without Women）
1932年：《乞力馬扎羅的雪》（The Snows of Kilimanjaro）
1933年：《勝者一無所獲》（Winner Take Nothing）
1938年：《第五縱隊與49個故事》（The Fifth Column and the First Forty-Nine Stories）
1972年：《尼克·亞當斯故事集》（The Nick Adams Stories）
1987年：《海明威短篇故事全集》（The Complete Short Stories of Ernest Hemingway）
1995年：《海明威故事選集》（Everyman's Library: The Collected Stories）

### 被拍成電影的作品
1932年：「戰地春夢」（A Farewell to Arms），由加里·庫珀（Gary Cooper）主演
1943年：「戰地鐘聲」（For Whom the Bell Tolls），由加里·庫珀和英格麗·褒曼主演
1944年：「雖有猶無」（To Have and Have Not），由亨弗萊·鮑嘉和勞倫·白考爾（Lauren Bacall）主演
1946年：「殺人者」（The Killers），由巴特-蘭卡斯特（Burt Lancaster）主演
1952年：「吉力馬扎羅的雪」（The Snows of Kilimanjaro），由格里高利·派克主演
1957年：「戰地春夢」（A Farewell to Arms），由洛克·哈德森主演
1957年：「太陽照樣昇起」（The Sun Also Rises），由泰隆·鲍华（Tyrone Power）主演
1958年：「老人與海」（The Old Man and the Sea），由史賓塞·屈賽主演
1962年：「一個年輕人的冒險」（Adventures of a Young Man）
1964年：「殺人者」（The Killers），由李·馬榮（Lee Marvin）主演
1965年：「戰地鐘聲」（For Whom the Bell Tolls）
1977年：「河流中群島」（Islands in the Stream），由喬治·坎貝爾·斯科特主演
1984年：「太陽照樣昇起」（The Sun Also Rises）
1990年：「老人與海」（The Old Man and the Sea），由安東尼·奎恩（Anthony Quinn）主演
1996年：「愛情與戰爭」（In Love and War），由克里斯·奧唐納（Chris O'Donnnell）主演

## 作品的漢語譯本
目前已知的著作有：
正體本：
- 海明威/著，《海明威 老人與海、雪山盟》，環華館，2001年。
- 海明威/著，《流動的饗宴：海明威巴黎回憶錄》，時報出版社，2008年。
- 海明威/著，《老人與海》，桂冠圖書公司，2008年。
- 海明威/著，《老人與海》，方向出版社，2009年。
- 海明威/著，《戰地春夢》，風雲時代，2011年。
- 海明威/著，《戰地鐘聲》，風雲時代，2011年。
- 海明威/著，《老人與海．雪山．春潮》，風雲時代，2011年。
- 海明威/著，《沒有女人的男人》，風雲時代，2011年。
- 海明威/著，《一個乾淨明亮的地方：海明威短篇傑作選》，逗點文創結社，2012年。
- 海明威/著，《老人與海：海明威中短篇小說選》，海鴿，2013年。
- 海明威/著，《老人與海(楊照譯注精裝版)》，麥田，2013年。
- 海明威/著，《沒有女人的男人(最鼓舞年輕世代的諾獎得主海明威，經典短篇重現)》，新經典文化，2014年。
- 海明威/著，《太陽依舊升起》，逗點文創結社，2015年。
- 海明威/著，《老人與海：無法打敗的精神力量(暢銷新裝版)，雅書堂，2015年。

簡體本：
- 海明威/原著，《海明威文集》，京華出版社，2006年。
- 海明威/原著，《海明威在古巴》，寧夏人民出版社，2008年。
- 海明威/著，《老人與海》，光明日報出版社，2008年。
- 海明威/著，《太陽照常升起》，上海譯文出版社，2008年。
- 海明威/著，《乞力馬扎羅的雪-海明威短篇小說選萃》，譯林出版社，2009年。
- 海明威/著，《永別了武器》(英漢雙語)，譯林出版社，2009年。
- 海明威/著，《島在灣流中》，上海譯文出版社，2009年。
- 海明威/著，《有錢人和沒錢人》，上海譯文出版社，2009年。
- 海明威/著，《老人與海》，上海譯文出版社，2009年。
- 海明威/著，《流動的盛宴》(圖文珍藏本)，上海譯文出版社，2009年。
- 海明威/原著，《海明威文集》，中央編譯出版社，2010年。
- 海明威/著，《老人與海》，時代文藝出版社，2010年。
- 海明威/著，《老人與海》，上海譯文出版社，2010年。
- 海明威/著，《老人與海》(附1冊子)，吉林人民出版社，2010年。
- 海明威/著，《老人與海》(中英對照全譯本)，世界圖書(北京)出版社，2010年。
- 海明威/著，《海明威短篇小說集》，北方婦女兒童出版社，2011年。
- 海明威/著，《老人與海：海明威小說選集》，安徽教育出版社，2011年。
- 海明威/著，《老人與海(英文版)》，中國宇航出版社，2011年。
- 海明威/著，《太陽照常升起》，上海譯文出版社，2011年。
- 海明威/著，《老人與海》(插圖本)，譯林出版社，2011年。
- 海明威/著，《老人與海》，武漢出版社，2011年。
- 海明威/著，《老人與海》，新世界出版社，2011年。

## 相關書籍
目前已知的著作有：
正體本：
- 楊仁敬/著，《海明威傳》，明田出版，1996年。
- 亨利‧維立、詹姆斯‧內格爾/著，《愛在戰火下─海明威刻骨銘心的初戀故事》，皇冠出版社，1997年。
- 安東尼‧伯吉斯/著，《海明威》，貓頭鷹，1999年。
- 郁青/編著，《海明威》，香港三聯書店，2000年。
- 傑洛米‧夏林（英语：Jerome Charyn）/著，《海明威：傷痕累累的文學老兵》「發現之旅」（#57），時報出版社，2001年。
- 詹志和/著，《海明威》，風雲館，2001年。
- 詹志和/著，《文學舵手─海明威》，全球華文，2002年。
- 詹志和/著，《文學殿堂裡的鬥牛士：我看海明威》，雅痞風采文化館，2003年。
- 周向潮/著，《海明威傳奇—從男人到男子漢》，經典人物館，2004年。
- 李奧納多‧帕杜拉/著，《再見，海明威》，漫遊者文化，2007年。
- 姚嘉為/著，《愛冒險的酷文豪：海明威》，三民書局，2007年。
- 曾淑芳/著，《影響世界的人：海明威》，聯經出版社，2008年。
- 約翰‧海明威/著，《海明威家族的詛咒》，天培出版社，2009年。

簡體本：
- 曾繁亭，《孤獨的雄師：海明威傳》，河北人民出版社，1999年。
- ScottDonaldson/編，《厄內斯特‧海明威》，上海外語教育出版社，2000年。
- 柳鳴九/著，《諾貝爾獎百年英杰：海明威》，長春出版社，2004年。
- 張禹九/著，《總有女人的男人：遙瞻海明威》，天津人民出版社，2004年。
- 李英/著，《海明威的女性情感世界》，中國致公出版社，2005年。
- 瓦萊麗‧海明威/著，《與公牛一同奔跑：我生命中的海明威》，新星出版社，2006年。
- 楊仁敬/著，《海明威在中國》，廈門大學出版社，2006年。
- 史密斯/編，《《海明威短篇小說》新論(英文影印版)》，北京大學出版社，2007年。
- 楊大亮/著，《海明威作品研究：冰山的優美》，國防工業出版社，2007年。
- 李華田/編，《英漢對照‧世界著名作家作品導讀叢書：厄內斯特‧海明威作品導讀》，武漢大學出版社，2007年。
- 劉象愚/著，《走進經典叢書-戰爭與人：走進海明威的《永別了，武器》》，北京師範大學出版社，2007年。
- 董衡巽/著，《海明威畫傳》，河南文藝出版社，2007年。
- 杜家利、于屏方/著，《迷失與折返：海明威文本”花園路徑現象”研究》，中國社會科學出版社，2008年。
- 楊開顯/著，《海明威他們那些事》，中國文聯出版社，2009年。
- 李樹欣/著，《異國形象：海明威小說中的現代文化寓言》，中國社會科學出版社，2009年。
- 海明威(愛爾蘭)/著，《我與海明威家的男人們》，新星出版社，2010年。
- 朱振武/著，《殺手：海明威短篇小說(評注本)》，華東理工大學出版社，2010年。
- 郭繼德/主編，《美國文學研究‧第五輯》，山東大學出版社，2010年。

### 引用
1. ↑  .   [2007-03-22]. （原始内容存档于2007-02-18）.
2. 1 2  Many such anecdotes are compiled at the centennial commemoration page of the Kansas City Star 的存檔，存档日期2007-05-23.
3. ↑  "By my troth, I care not; a man can die but once; we owe God a death...and let it go which way it will, he that dies this year is quit for the next."
4. ↑  Burgess, 1978, p. 24.
5. ↑  譯文出自《海明威傳：廿世紀文壇靈魂人物海明威的一生》第91頁，卡洛斯·貝克著；楊耐冬譯，台北：志文，1981
6. ↑  .   [2007-05-30]. （原始内容存档于2007-05-19）.
7. ↑  The Breaking Point: Hemingway, Dos Passos, and the Murder of Jose Robles by Stephen Koch, published 2005 ISBN 978-1-58243-280-9
8. 1 2  The Spanish Civil War (1961) by Hugh Thomas
9. ↑  From The New York Times Book Review, November 7, 1954.
10. ↑  . encarta. （原始内容存档于2009-10-31）.
11. ↑  .   [2007-06-12]. （原始内容存档于2008-04-15）.
12. ↑  Beaumont, Peter (July 3, 2011). "Fresh claim over role the FBI played in suicide of Ernest Hemingway" – via The Guardian" （页面存档备份，存于）.
13. ↑  《海明威傳：廿世紀文壇靈魂人物海明威的一生》，卡洛斯·貝克著；楊耐冬譯，台北：志文，1981
14. 1 2  《文學的前途》
15. ↑  .   [2007-06-06]. （原始内容存档于2007-07-04）.
16. ↑  在於這些海明威死後才出版的作品的資料見查爾斯·史克利布納爾在1987年出版的《伊甸園》版本的序言。
17. ↑  BookRags 的存檔，存档日期2005-04-05. makes this quantitative note; it also reveals some more information about the publication of The Garden of Eden and offers some discussion of thematic content.
18. ↑  .   [2007-06-06]. （原始内容存档于2016-03-03）.
19. ↑  .   [2007-06-16]. （原始内容存档于2007-06-24）.
20. ↑  . Hemingway Foundation.   [2023-05-14]. （原始内容存档于2019-09-05）.
21. ↑  《国家地理》杂志中文版，2007年4月号：海明威的猫。

## 外部連結
- Hemingway Archives: John F. Kennedy Library （页面存档备份，存于）
- Ernest Hemingway's Collection （页面存档备份，存于） at The University of Texas at Austin
- Maurice J. Speiser papers at the University of South Carolina Department of Rare Books and Special Collections （页面存档备份，存于）
- Ernest Hemingway's journalism at The Archive of American Journalism （页面存档备份，存于）
- "The Art of Fiction No. 21 Archive.today的存檔，存档日期2013-01-13. The Paris Review. Spring 1958.
- FBI Records: The Vault, Subject: Ernest Hemingway （页面存档备份，存于）
- Hemingway legal files collection, 1899–1971 （页面存档备份，存于） Manuscripts and Archives, New York Public Library.
- Finding aid to Adele C. Brockhoff letters, including Hemingway correspondence, at Columbia University. Rare Book & Manuscript Library. （页面存档备份，存于）
- Ernest Hemingway collection （页面存档备份，存于） at the University of Maryland libraries
- Ernest Hemingway Collection. Yale Collection of American Literature, Beinecke Rare Book and Manuscript Library.
- Audre Hanneman was a biographer of Ernest Hemingway.  Her papers can be found at the University of Maryland Libraries.